# Красний Кут (Октябрський район)
Красний Кут (рос. Красный Кут) — хутір в Октябрському районі Ростовської області. Адміністративний центр Краснокутського сільського поселення.
Населення — 1378 осіб (2010 рік).

## Історія
У 1923 році 43 сім'ям переселенців з Саратовської губернії було виділено 915 десятин на освоєння тутешній території. 12 сімей стали засновниками хутора Красний Кут.
Того ж 1923 року неподалік прибули переселенці з Луганської області, що населили хутір Іванівка, що розташувався південніше Красного Кута. Навпроти, через річку, було створений хутір Будьоновка.
Красний Кут став адміністративним центром нових поселень. У 1926 році у ньому була відкрита початкова школа.
В 1927 році була створена Краснокутська сільська рада.
У 1934 році на базі початкової школи в хуторі Красний Кут відкрили семирічну школу.
Економічне становище Краснокутської сільської ради в перші роки колективізації було важким.
В 1937 році тут відкрилися медпункт і клуб, стали показуватися кінофільми.
У 1938 році Краснокутська сільська рада перейшла в адміністративне підпорядкування до недавно створенного Октябрського району.
Влітку 1942 року, хутір Красний Кут було окуповано німецькими військами. Був звільнений частинами Червоної Армії 12 лютого 1943 року. Понад 150 чоловіків у перші дні війни пішли на фронт, і 120 з них не повернулися з поля бою. Їхні імена викарбувані на обеліску братської могили в самому центрі Красного Кута.
З 2003 року в хуторі почалася масова газифікація домоволодінь. Майже всі дороги в поселенні мають асфальтове покриття. Налагоджено транспортне сполучення з містом Шахти, регулярно їздять маршрутні автобуси.

## Географія
Хутір Красний Кут положено над річкою Аюта на захід від міста Шахти й на південний схід від Новошахтинська.

### Вулиці
| - вул. Зарічна, - вул. Калініна, - вул. Молодіжна, | - вул. Соціалістична, - вул. Чистова, | - пров. Колгоспний, - пров. Комсомольський, - пров. Піонерський, - пров. Шкільний. |